# Dženan Radončić
Dženan Radončić est un footballeur monténégrin né le 2 août 1983. Il est attaquant.

## Palmarès
- Vainqueur de la Ligue des champions de l'AFC en 2010 avec le Seongnam Ilhwa Chunma
- Vainqueur de la Coupe de Corée du Sud en 2011 avec le Seongnam Ilhwa Chunma